# 1304
1304 là một năm nhuận bắt đầu vào ngày thứ Tư trong lịch Julius.

## Sự kiện
- Mạc Đĩnh Chi đỗ đầu kỳ thi đình trong tổng số 44 người đỗ Thái học sinh (tiến sĩ) của triều vua Trần Anh Tông niên hiệu Hưng Long thứ 12, chiếm học vị trạng nguyên.

## Sinh
- Jayaatu Khan, Đại Hãn của đế quốc Mông Cổ
- Francesco Petrarca, nhà thơ Italia
- Louis I của Flanders (mất 1346)
- Günther von Schwarzburg, vua Đức